# Temporada 2021-2022 de la UE Figueres
La temporada 2021-22 de la Unió Esportiva Figueres a la nova Tercera Divisió RFEF va estar marcada per les lesions de jugadors importants del primer equip, fet que va fer debutar més de deu jugadors de l'equip juvenil. En zones perilloses durant tota la temporada, va ser en el tram final del curs quan l'equip va perdre partits contra rivals directes i no va poder evitar el descens a Primera Catalana, deu anys després.

## Fets destacats
2021
- 5 d'agost: el Figueres disputa, per primer cop, el Torneig d'Històrics del futbol català, en la seva edició número 35, i cau eliminat en la fase de grups en perdre contra el CE Manresa i el Cerdanyola del Vallès FC.[5][6]
- 5 de setembre: primera jornada de lliga, en la qual el Figueres cau per 1 gol a 0 al camp de la UE Sants.[7]

2022
- 1 de maig: última jornada de lliga, en la qual el Figueres cau per 2 gols a 0 al camp de la UE Sant Andreu. El Figueres descendeix de categoria i torna a Primera Catalana 10 anys després.[4][8]

## Plantilla
| Núm. | Pos. |           | Jugador                              | Procedència           | Temporada |
| ---- | ---- | --------- | ------------------------------------ | --------------------- | --------- |
|      | POR  | Catalunya | Mario Mendoza Sanz (Mendoza)         | UE Olot               | 2020-2021 |
|      | POR  | Catalunya | Jaime González Peguero (González)    | Girona FC             | 2021-2022 |
|      | DEF  | Catalunya | Pol Tarrenchs Casanovas (Tarrenchs)  | Palamós CF            | 2018-2019 |
|      | DEF  | Catalunya | Pol Bastidas Penas (Bastidas)        | CD Banyoles           | 2020-2021 |
|      | DEF  | Catalunya | Nil Congost Segalés (Congost)        | CD Banyoles           | 2021-2022 |
|      | DEF  | Catalunya | Carlos García Cabrera (García)       | Santfeliuenc FC       | 2021-2022 |
|      | DEF  | Galícia   | José Alberto Germán de León (Germán) | UE Vic                | 2021-2022 |
|      | DEF  | Catalunya | Antoni Gamell Sieira (Gamell)        | UE Llagostera (cedit) | 2021-2022 |
|      | DEF  | Catalunya | Joan Maynau Pujals (Maynau)          | UE Llagostera         | 2021-2022 |
|      | MIG  | Catalunya | Marc Bech Rodríguez (Bech)           | CD Banyoles           | 2020-2021 |
|      | MIG  | Argentina | Jorge José Torres Martín (Torres)    | CF Peralada           | 2020-2021 |
|      | MIG  | Catalunya | Daniel Gómez Ferrández (Gómez)       | CF Lloret             | 2020-2021 |
|      | MIG  | Catalunya | Iván Pérez Vilches (Pérez)           | juvenil               | 2021-2022 |
|      | MIG  | Catalunya | Adrià Ramírez Osuna (Ramírez)        | RCD Espanyol juvenil  | 2021-2022 |
|      | MIG  | Catalunya | Albert Orriols Cerarols (Orriols)    | UE Vic                | 2021-2022 |
|      | MIG  | Catalunya | Pere Espuña Sánchez (Espuña)         | Palamós CF            | 2021-2022 |
|      | MIG  | Catalunya | Gerard Pouget Florido (Pouget)       | UE Llagostera B       | 2021-2022 |
|      | MIG  | Catalunya | Marc Reñé Maurici (Reñé)             | Reial Oviedo juvenil  | 2021-2022 |
|      | MIG  | Catalunya | Pol Blay Cadanet (Blay)              | CD Ebro               | 2021-2022 |
|      | MIG  | Marroc    | Domingo Berlanga Ouggouti (Berlanga) | Delfino Pescara 1936  | 2021-2022 |
|      | DAV  | Catalunya | Adrián Expósito López (Expósito)     | CF Lloret             | 2021-2022 |
|      | DAV  | Catalunya | Alhaji Siabu Sanneh Conteh (Suaibo)  | EC Granollers         | 2021-2022 |
|      | DAV  | Catalunya | Joel Arimany Sala (Arimany)          | Real Zaragoza B       | 2021-2022 |
|      | DAV  | Rússia    | Timofey Neshtukov (Neshtukov)        | CF Badalona (cedit)   | 2021-2022 |
|      | DAV  | Marroc    | Zakaria El Idrissi Daoudi (Zaka)     | UE Olot               | 2021-2022 |

Llegenda:  ·   Capità  ·   Juvenil  ·   Lesionat  ·   Altes  ·   Passaport europeu  ·   Extracomunitari  ·   Extracomunitari sense restricció
Altres jugadors utilitzats en partits amistosos i de lliga: Ot Agné Travé (juvenil), Oriol Argelès Herrera (juvenil), Joan Casabó Roset (juvenil), Marco Gordon Vargas (juvenil), Marc Marí Albertí (juvenil), Alvaro Mirón Vera (juvenil), Khalid Noureddine (juvenil), Pau Salvà Rabionet (juvenil), Joel Rodríguez Faciaben (juvenil), Alexandru-Gabriel Rusu (juvenil), Pau Tubert Clos (juvenil).
| Baixes                       | Destinació          |
| Abel Fàbregas Salayet        | CD Banyoles         |
| Gabriel Vidal González       | FC Vilafranca       |
| Iván Vidal González          | UE Rapitenca        |
| Pol Gómez Giral              | CF Peralada         |
| Víctor Valverde da Silva     | CF Pobla de Mafumet |
| Marc Medina Serra            | CF Peralada         |
| Carles Coto Pagès            | FC Santa Coloma     |
| Oriol Ayala Serra            | UE Olot             |
| Marc Granero García          | CD Villacañas       |
| Ousman Touray                | CP San Cristóbal    |
| Carles Gallardo Saurina      | UE Castelldefels    |
| Josep Soler Barnosell        | CD Banyoles (cedit) |
| Andrés Díez Moreno           | UE Vilassar de Mar  |
| Ángel Blanco Parras          | Palamós CF          |
| Pau Baró Estudis             | CD Banyoles         |
| Carlos Alberto Treviño Luque |                     |
| Enric Maureta Oliver         | AE Roses            |

## Resultats
| Amistosos |

| 5 agost 2021                                                                  | CE Manresa                  | 2 – 1                      | UE Figueres         | Barcelona                                                                                            |  |
| 18:00 [Partit de 45 minuts] XXXV Torneig d'Històrics del Futbol Català Grup 4 | Amantini 34' · J. López 37' | L'Esportiu Mundo Deportivo | 21' (p.p.) Amantini | CEM Guinardó · 150 espectadors · Alejandro Aguayo Prieto · Paulí Teruel Soler · Jordi Delgado Mora · |  |

| 5 agost 2021                                                                  | Cerdanyola del Vallès FC | 1 – 0                      | UE Figueres | Barcelona                                                                                            |  |
| 19:00 [Partit de 45 minuts] XXXV Torneig d'Històrics del Futbol Català Grup 4 | Plazuelo 34'             | L'Esportiu Mundo Deportivo |             | CEM Guinardó · 150 espectadors · Jordi Delgado Mora · Paulí Teruel Soler · Alejandro Aguayo Prieto · |  |

| 8 agost 2021 | Viladamat CF | 0 – 4      | UE Figueres                           | Viladamat            |  |
| 19:00        |              | L'Esportiu | Saidou · Expósito · Ramírez · Arimany | Martí Davesa Pérez · |  |

| 9 agost 2021 | Al-Sadd SC Doha                                                                                | 5 – 3                      | UE Figueres                | La Vall d'en Bas                           |  |
| 18.45        | André Ayew 49' · Baghdad Bounedjah 58' 74' · Santi Cazorla 65' (p.) · Mohamed Naceur Manai 79' | L'Esportiu Mundo Deportivo | 1' 22' Arimany · 84' Serge | RoyalVerd (Les Brides) · Marc Pujol Prat · |  |

| 14 agost 2021 | UE Figueres | 0 – 1                      | Girona FC juvenil | Figueres                                       |  |
| 19:00         |             | L'Esportiu Mundo Deportivo | 84' Pérez         | Municipal de Vilatenim · Rubén Mancera Antón · |  |

| 19 agost 2021 | FC L'Escala | 1 – 2      | UE Figueres                  | L'Escala                        |  |
| 20:00         | Vergara 78' | L'Esportiu | 30' Arimany · 86' D. Sánchez | Nou Miramar · Sergi Bas Muñoz · |  |

| 23 agost 2021 | Al-Rayyan SC  | 1 – 4                      | UE Figueres                                                | Palafrugell                                     |  |
| 19:30         | Alaaeldin 15' | L'Esportiu Mundo Deportivo | 18' Noureddine · 32' (p.) Blay · 55' Expósito · 70' Suaibo | Estadi Josep Pla i Arbonès · Pol Curiel Riera · |  |

| 25 agost 2021                                       | UE Olot   | 1 – 1 (pp.)                | UE Figueres | Banyoles                                                     |  |
| 19.30 [Partit de 45 minuts] LII Torneig de l'Estany | Bigas 33' | L'Esportiu Mundo Deportivo | 11' Suaibo  | Estadi Miquel Coromina · 320 espectadors · Jan Cobos Pujol · |  |
|                                                     |           | Tanda de penals            |             |                                                              |  |
|                                                     |           | 3 – 4                      |             |                                                              |  |

| 25 agost 2021                                       | CE Banyoles | 1 – 1                      | UE Figueres | Banyoles                                                          |  |
| 20:30 [Partit de 45 minuts] LII Torneig de l'Estany | Masó 30'    | L'Esportiu Mundo Deportivo | 1' Cabrera  | Estadi Miquel Coromina · 320 espectadors · Marc Boada Barcelona · |  |

| 28 agost 2021 | Palamós CF | 0 – 4      | UE Figueres                      | Palamós                                                       |  |
| 19:00         |            | L'Esportiu | 1' 15' Espuña · 5' 52' Neshtukov | Estadi Municipal de Palamós - Costa Brava · Sergi Bas Muñoz · |  |

| 29 agost 2021 | CF Empuriabrava Castelló | 0 – 6      | UE Figueres                                                                | Castelló d'Empúries                       |  |
| 19:00         |                          | L'Esportiu | 45' Marí · 70' Gómez · 79' (p.) 89' Arimany · 81' Neshtukov · 84' Expósito | Camp municipal Iñaki Fernández 'Búfalo' · |  |

| Tercera Divisió RFEF-Grup 5 |

| 5 setembre 2021 | UE Sants   | 1 – 0                               | UE Figueres | Barcelona |  |
| 19:00 Jornada 1 | Osorio 70' | Mundo Deportivo L'Esportiu Acta FCF |             | Camp de l'Energia · 180 espectadors · Miguel Ángel Moreno-Villaécija · Alejandro Fernández Ruiz · Jesus Martínez Navarro · |  |

| 12 setembre 2021 | UE Figueres | 1 – 1                               | UE Vilassar de Mar | Figueres |  |
| 18:00 Jornada 2  | Orriols 29' | Mundo Deportivo L'Esportiu Acta FCF | 65' (p.) Pimentel  | Municipal de Vilatenim · 350 espectadors · Bernat Pedrol Vozmediano · Ruben Serra Sanz · Raül Garcia Pérez · |  |

| 19 setembre 2021 | UE Olot                                                 | 4 – 3                               | UE Figueres                   | Olot |  |
| 17:00 Jornada 3  | Villaverde 33' · Ayala 51' · Batalla 54' · Abouhafs 82' | Mundo Deportivo L'Esportiu Acta FCF | 29' 48' Arimany · 63' Orriols | Estadi Municipal d'Olot · 786 espectadors · Víctor Manuel Sánchez Rico · Víctor Moreno Martínez · Arnau González López · |  |

| 26 setembre 2021 | UE Figueres | 0 – 0                               | UE Castelldefels | Figueres                                                                                               |  |
| 16:30 Jornada 4  |             | Mundo Deportivo L'Esportiu Acta FCF |                  | Municipal de Vilatenim · 250 espectadors · Rubén Mancera Antón · David Caro Gallardo · Sho Juste Ono · |  |

| 2 octubre 2021  | FC Vilafranca | 0 – 1                               | UE Figueres   | Vilafranca del Penedès |  |
| 17:00 Jornada 5 |               | Mundo Deportivo L'Esportiu Acta FCF | 56' Neshtukov | Municipal d'Esports de Vilafranca · 350 espectadors · Alex Gómez Meneses · Juan Miguel Tébar Herández · Ayoub Serroukh Taouil · |  |

| 10 octubre 2021 | Equip1 | Descansa | Equip2 |  |  |
| Jornada 6       |        |          |        |  |  |

| 17 octubre 2021 | UE Figueres | 0 – 1                               | CE Manresa | Figueres                                                                                 |  |
| 17:30 Jornada 7 |             | Mundo Deportivo L'Esportiu Acta FCF | 51' Baffoe | Municipal de Vilatenim · Antonio Ramírez Plaza · Pol Toril Bagen · Oriol Cartiel Arasa · |  |

| 24 octubre 2021 | Girona FC B | 0 – 1                               | UE Figueres | Riudarenes                                                                                |  |
| 12:00 Jornada 8 |             | Mundo Deportivo L'Esportiu Acta FCF | 68' Suaibo  | Camp de futbol municipal · Bernat Mas Lopez · Rafael Aguilar Prat · Pol Freixanet Fusté · |  |

| 31 octubre 2021 | UE Figueres | 0 – 0                               | CF Pobla de Mafumet | Figueres                                                                                                  |  |
| 18:00 Jornada 9 |             | Mundo Deportivo L'Esportiu Acta FCF |                     | Municipal de Vilatenim · 450 espectadors · Pol Curiel Riera · Roger Giró Pujols · Andreu Portero Selles · |  |

| 7 novembre 2021  | CP San Cristóbal | 1 – 1                               | UE Figueres | Terrassa |  |
| 12:00 Jornada 10 | Sierra 71'       | Mundo Deportivo L'Esportiu Acta FCF | 58' Orriols | Municipal de Ca N'Anglada · 225 espectadors · Lluís Espallargas Casellas · Max Elías van Esso Castellet · Marcos Molina Martínez · |  |

| 14 novembre 2021 | UE Figueres | 0 – 0                               | FE Grama | Figueres |  |
| 18:00 Jornada 11 |             | Mundo Deportivo L'Esportiu Acta FCF |          | Municipal de Vilatenim · 250 espectadors · Xavier Alins Rodríguez · Sergio Álvarez Ubric · Rafael Aguilar Prat · |  |

| 20 novembre 2021 | FC Ascó | 0 – 3                               | UE Figueres                               | Ascó                                                                                   |  |
| 17:00 Jornada 12 |         | Mundo Deportivo L'Esportiu Acta FCF | 5' (p.p.) Coch · 32' Espuña · 55' Arimany | Municipal d'Ascó · Brian Diaz Diaz · Pablo de la Iglesia Muñoz · Rafael Aguilar Prat · |  |

| 28 novembre 2021 | UE Figueres | 1 – 2                               | EE Guineueta                 | Figueres |  |
| 12:30 Jornada 13 | Germán 28'  | Mundo Deportivo L'Esportiu Acta FCF | 65' Puigmacià · 85' Godbless | Municipal de Vilatenim · 200 espectadors · Albert Manrique Tomàs · Gerard Creus Soler · Gabriel Campillo Lucena · |  |

| 5 desembre 2021  | EC Granollers | 1 – 3                               | UE Figueres                   | Granollers |  |
| 12:00 Jornada 14 | Escamilla 22' | Mundo Deportivo L'Esportiu Acta FCF | 23' Arimany · 39' 83' Orriols | Estadi Municipal C/ Tetuan · Edwar Miguel Gonzales Moreno · José María Rodríguez Enrique · Alfonso García Calbó · |  |

| 12 desembre 2021 | UE Figueres | 1 – 4                               | CF Peralada                                  | Figueres                                                                               |  |
| 12:00 Jornada 15 | Pouget 33'  | Mundo Deportivo L'Esportiu Acta FCF | 29' Casanova · 42' 59' Romero · 80' Martínez | Municipal de Vilatenim · Enric Bureu Méndez · Jesús Gimeno Solans · Ruben Serra Sanz · |  |

| 18 desembre 2021 | CE L'Hospitalet                 | 3 – 0                               | UE Figueres | L'Hospitalet de Llobregat                                                                                        |  |
| 18:00 Jornada 16 | Méndez 36' (p.) 89' · Marín 71' | Mundo Deportivo L'Esportiu Acta FCF |             | Estadi Olímpic Municipal de la Feixa Llarga · Rubén Mancera Antón · Jairo Ozaez González · David Caro Gallardo · |  |

| 23 desembre 2021 | UE Figueres | 1 – 2                               | UE Sant Andreu         | Figueres |  |
| 20:00 Jornada 17 | Tubert 50'  | Mundo Deportivo L'Esportiu Acta FCF | 74' Mulero · 85' Morer | Municipal de Vilatenim · 350 espectadors · Miguel Ángel Moreno Villaécija · Miguel Ángel Alonso Martínez · Adrián García Suárez · |  |

| 9 gener 2022     | UE Figueres                   | 2 – 0                          | UE Sants | Figueres                                                                                              |  |
| 18:00 Jornada 18 | Arimany 23' (p.) · Suaibo 44' | Mundo Deportivo L'Esportiu FCF |          | Municipal de Vilatenim · Jordi Serradelarca Serra · Jose Antonio Berjaga Ruz · Gerard Morgado Mateu · |  |

| 16 gener 2022    | UE Vilassar de Mar | 1 – 0                               | UE Figueres | Vilassar de Mar                                                                                                  |  |
| 18:00 Jornada 19 | Pimentel 76'       | Mundo Deportivo L'Esportiu Acta FCF |             | Estadi Municipal Xevi Ramon · Bernat Pedrol Vozmediano · José María Rodríguez Enrique · Efrem Méndez Peradalta · |  |

| 16 febrer 2022   | UE Figueres | 0 – 1                               | UE Olot     | Figueres |  |
| 20:00 Jornada 20 |             | Mundo Deportivo L'Esportiu Acta FCF | 35' Xumetra | Municipal de Vilatenim · 350 espectadors · Óscar Carballo Vázquez · Victor Gomez Diez · Juan Miguel Tébar Herández · |  |

| 30 gener 2022    | UE Castelldefels | 1 – 0                               | UE Figueres | Castelldefels                                                                                          |  |
| 12:00 Jornada 21 | González 62'     | Mundo Deportivo L'Esportiu Acta FCF |             | Municipal Els Canyars · 250 espectadors · Gerard Rius Riu · Eric Martin Hernandez · Joan Cols Ràfols · |  |

| 6 febrer 2022    | UE Figueres | 0 – 0                               | FC Vilafranca | Figueres                                                                                                  |  |
| 16:30 Jornada 22 |             | Mundo Deportivo L'Esportiu Acta FCF |               | Municipal de Vilatenim · Marcos Fernández Quintero · Alejandro Álvarez Molina · Christian Peraire Salom · |  |

| 13 febrer 2022 | Equip1 | Descansa | Equip2 |  |  |
| Jornada 23     |        |          |        |  |  |

| 20 febrer 2022   | CE Manresa | 1 – 0                               | UE Figueres | Manresa |  |
| 12:00 Jornada 24 | Djitté 41' | Mundo Deportivo L'Esportiu Acta FCF |             | Nou Estadi Municipal Congost · 400 espectadors · Brian Díaz Díaz · Pol Toril Bagen · Vicente Alexandre Muñoz Baquero · |  |

| 27 febrer 2022   | UE Figueres | 0 – 1                               | Girona FC B | Figueres |  |
| 18:30 Jornada 25 |             | Mundo Deportivo L'Esportiu Acta FCF | 79' Dapaah  | Municipal de Vilatenim · 300 espectadors · Juan Manuel Martín Varas · Víctor Moreno Martínez · Jordi Berdún García · |  |

| 6 març 2022      | CF Pobla de Mafumet | 1 – 1                               | UE Figueres    | La Pobla de Mafumet                                                                                             |  |
| 12:00 Jornada 26 | Valverde 79'        | Mundo Deportivo L'Esportiu Acta FCF | 62' Noureddine | Estadi Municipal de La Pobla de Mafumet · Alex Gómez Meneses · Pablo de la Iglesia Muñoz · Sergio Sanchez Pin · |  |

| 13 març 2022     | UE Figueres | 0 – 0                               | CP San Cristóbal | Figueres |  |
| 16:30 Jornada 27 |             | Mundo Deportivo L'Esportiu Acta FCF |                  | Municipal de Vilatenim · 300 espectadors · Bernat Pedrol Vozmediano · Guillem Parera Gaspar · Ruben Serra Sanz · |  |

| 20 març 2022     | FE Grama | 0 – 2                               | UE Figueres              | Santa Coloma de Gramenet                                                                       |  |
| 12:00 Jornada 28 |          | Mundo Deportivo L'Esportiu Acta FCF | 21' Espuña · 36' Orriols | Can Peixauet · 180 espectadors · Pol Curiel Riera · Jairo Ozaez González · Roger Giró Pujols · |  |

| 27 març 2022     | UE Figueres                             | 3 – 0                               | FC Ascó | Figueres                                                                                      |  |
| 16:30 Jornada 29 | Arimany 13' · Noureddine 73' · Marí 88' | Mundo Deportivo L'Esportiu Acta FCF |         | Municipal de Vilatenim · Antonio Ramírez Plaza · Sergio Álvarez Ubric · Oriol Cartiel Arasa · |  |

| 3 abril 2022     | EE Guineueta                        | 3 – 1                               | UE Figueres    | Barcelona                                                                                                   |  |
| 12:30 Jornada 30 | Afazaz 13' · Muñoz 20' · Obispo 24' | Mundo Deportivo L'Esportiu Acta FCF | 84' Noureddine | CEM La Guineueta · 150 espectadors · Jordi Serradelarca Serra · Eric Martín Hernandez · Roger Giró Pujols · |  |

| 10 abril 2022    | UE Figueres | 0 – 2                               | EC Granollers       | Figueres                                                                                               |  |
| 16:30 Jornada 31 |             | Mundo Deportivo L'Esportiu Acta FCF | 11' Cano · 72' Vega | Municipal de Vilatenim · Jonatan Miguel Teruel · Elías Agdaoui Fetheddine · Alejandro Álvarez Molina · |  |

| 16 abril 2022    | CF Peralada | 1 – 2                               | UE Figueres     | Peralada                                                                                    |  |
| 16:30 Jornada 32 | Tomàs 17'   | Mundo Deportivo L'Esportiu Acta FCF | 3' 48' Berlanga | Municipal de Peralada · Jordi Delgado Mora · Daniel Luque Ortuño · Marcos Molina Martínez · |  |

| 24 abril 2022    | UE Figueres                   | 2 – 3                               | CE L'Hospitalet                     | Figueres                                                                                  |  |
| 16:30 Jornada 33 | Noureddine 23' · Berlanga 42' | Mundo Deportivo L'Esportiu Acta FCF | 8' Ripoll · 81' Martínez · 94' Sarr | Municipal de Vilatenim · Bernat Mas López · Oriol Cartiel Arasa · Daniel Galera Serrano · |  |

| 1 maig 2022      | UE Sant Andreu            | 2 – 0                               | UE Figueres | Barcelona                                                                                            |  |
| 18:00 Jornada 34 | Llamas 60' · Busquets 89' | Mundo Deportivo L'Esportiu Acta FCF |             | Municipal Narcís Sala · 4.200 espectadors · Josep Ollé Lladó · Pau Orts Roig · Joel Garriga Alonso · |  |

## Classificació
| Pos. | Equip               | J  | G  | E  | P  | GF | GC | DG  | pts. |
| --- | ------------------- | -- | -- | -- | -- | -- | -- | --- | ---- |
| 1r | CE Manresa          | 32 | 17 | 13 | 2  | 43 | 21 | +22 | 64   |
| 2n | UE Olot             | 32 | 18 | 7  | 7  | 53 | 32 | +21 | 61   |
| 3r | CP San Cristóbal    | 32 | 16 | 11 | 5  | 43 | 25 | +18 | 59   |
| 4t | Girona FC B         | 32 | 17 | 7  | 8  | 38 | 25 | +13 | 58   |
| 5è | UE Sant Andreu      | 32 | 16 | 5  | 11 | 47 | 33 | +14 | 53   |
| 6è | CE L'Hospitalet     | 32 | 14 | 7  | 11 | 43 | 37 | +6  | 49   |
| 7è | CF Pobla de Mafumet | 32 | 12 | 8  | 12 | 35 | 26 | +9  | 44   |
| 8è | UE Vilassar de Mar  | 32 | 11 | 11 | 10 | 29 | 24 | +5  | 44   |
| 9è | FE Grama            | 32 | 12 | 7  | 13 | 35 | 31 | +4  | 43   |
| 10è | CF Peralada         | 32 | 10 | 12 | 10 | 39 | 31 | +8  | 42   |
| 11è | FC Vilafranca       | 32 | 10 | 11 | 11 | 25 | 33 | -8  | 41   |
| 12è | UE Castelldefels    | 32 | 11 | 7  | 14 | 33 | 39 | -6  | 40   |
| 13è | UE Sants            | 32 | 9  | 7  | 16 | 32 | 41 | -9  | 34   |
| 14è | EC Granollers       | 32 | 9  | 7  | 16 | 32 | 48 | -16 | 34   |
| 15è | UE Figueres         | 32 | 8  | 8  | 16 | 29 | 37 | -8  | 32   |
| 16è | FC Ascó             | 32 | 6  | 7  | 19 | 23 | 60 | -27 | 25   |
| 17è | EE Guineueta        | 32 | 4  | 9  | 19 | 23 | 59 | -26 | 21   |
| En verd el campió, en groc, els equips que disputaren la fase de promoció a Segona RFEF, i en vermell, els que descendiren a Primera catalana. |                     |    |    |    |    |    |    |     |      |

## Estadístiques individuals

### Golejadors
| Jugador                           | Gols |
| --------------------------------- | ---- |
| Albert Orriols Cerarols           | 6    |
| Joel Arimany Sala                 | 6    |
| Khalid Noureddine                 | 4    |
| Domingo Berlanga Ouggouti         | 3    |
| Pere Espuña Sánchez               | 2    |
| Alhaji Siabu Sanneh Conteh Suaibo | 2    |
| Timofey Neshtukov                 | 1    |
| José Alberto Germán de León       | 1    |
| Gerard Pouget Florido             | 1    |
| Pau Tubert Clos                   | 1    |
| Marc Marí Albertí                 | 1    |

Nota: Gols només a la lliga.